# Esperantoflaggan

Esperantoflaggan

Esperantoflaggan föreställer en grön femuddig stjärna med spetsen uppåt, placerad i en vit kvadrat, som i sin tur är placerad på en grön rektangel med proportionerna tre till två.
1904 antogs den gröna stjärnan som en symbol för esperanto på en internationell sammankomst i Dover, Storbritannien. Året efter, 1905, lanserades flaggan på den första esperantistiska världskongressen i Boulogne, Frankrike.
Flaggan används bland annat på internationella möten och av esperantister som reser, som då lättare kan få kontakt med andra esperantister.